# Gränskonflikten vid Nyslott
Gränskonflikten vid Nyslott var en konflikt mellan Sverige och Ryssland, kring sekelskiftet 1500 i området kring Olofsborgs slott.
Det av Sverige anlagda slottet Olofsborg var tänkt som skydd av Savolax. Ryssland upplevde slottet som ett hot och ansåg att det var byggt på ryskt område. De började därför att flytta gränspålarna så att borgen skulle hamna på ryskt territorium varvid stridigheter utbröt kring borgen.